# Maria (księżniczka królewska)
Maria, księżniczka królewska, hrabina Harewood (Victoria Alexandra Alice Mary, ur. 25 kwietnia 1897 w Sandringham House, zm. 28 marca 1965 w Leeds) – brytyjska księżniczka z dynastii Windsorów, księżniczka królewska (od 1932), wicehrabina Lascelles (1922-1929), hrabina Harewood (od 1929); córka króla Zjednoczonego Królestwa Jerzego V i jego żony, Marii Teck; młodsza siostra królów Edwarda VIII i Jerzego VI.

## Życiorys
Księżniczka Maria urodziła się 25 kwietnia 1897 w Sandringham House jako trzecie dziecko i jedyna córka Jerzego, księcia Yorku i Marii, księżnej Yorku (później króla i królowej Zjednoczonego Królestwa), za panowania królowej Wiktorii. Księżniczka otrzymała imiona: Wiktoria (na cześć swojej prababki, królowej Wiktorii), Aleksandra (na cześć swojej babki, wówczas księżnej Walii), Alicja (na cześć księżniczki Alicji, z którą dzieliła datę urodzin) i Maria (na cześć swojej matki i babki). Przez całe życie znana była pod ostatnim z imion.
Jej rodzicami byli Jerzy V, król Zjednoczonego Królestwa (wówczas książę Yorku) i jego żona, Maria, królowa Zjednoczonego Królestwa, księżniczka pochodząca z rodziny Teck. Jej dziadkami byli ze strony ojca Edward VII, król Zjednoczonego Królestwa, potomek brytyjskiej rodziny królewskiej i jego żona, królowa Aleksandra, wywodząca się z duńskiej rodziny królewskiej; natomiast ze strony matki Franciszek, książę Teck, będący owocem morganatycznego małżeństwa księcia z dynastii wirtemberskiej i jego żona, księżniczka Maria z Cambridge, potomkini brytyjskiej rodziny królewskiej. Miała pięciu braci: króla Edwarda VIII, króla Jerzego VI, księcia Henryka, księcia Jerzego i księcia Jana.
Została ochrzczona w kościele anglikańskim w Kościele Świętej Marii Magdaleny w Sandringham 7 czerwca 1897. Ceremonii przewodniczył arcybiskup Yorku, William Dalrymple Maclagan. Rodzicami chrzestnymi księżniczki zostali: królowa Zjednoczonego Królestwa, jej prababka, król Greków (jej daleki wuj), cesarzowa wdowa Rosji (jej daleka ciotka), książę i księżna Walii (jej dziadkowie ze strony ojca), księżna Teck (jej babka ze strony matki), księżniczka Wiktoria (jej ciotka ze strony ojca) i książę Franciszek (jej wuj ze strony matki). Zgodnie z ówczesną tradycją, edukacją księżniczki zajmowały się guwernantki, które udzielały lekcji jej i jej braciom. Mówiła płynnie w języku niemieckim i francuskim.
Po urodzeniu wpisana została na piąte miejsce w linii sukcesji brytyjskiego tronu. Początkowo nosiła tytuł Jej Królewskiej Wysokości Księżniczki Yorku, a od 1901 została księżniczką Walii (jako córka następcy tronu). W 1910 jej ojciec został królem Zjednoczonego Królestwa i od tej pory znana była jako księżniczka Maria. Po ślubie nosiła tytuły wicehrabiny Lascelles i hrabiny Harewood, a w 1932 otrzymała tradycyjny tytuł księżniczki królewskiej, przysługujący najstarszej córce brytyjskiego monarchy.
W okresie I wojny światowej zajmowała się działalnością charytatywnną, a później pracowała jako pielęgniarka. Kolekcjonowała biżuterię. Uprawiała jazdę konną.
Zmarła w Harewood w 1965 roku z powodu zawału serca. Została pochowana w Harewood House.

### Życie prywatne
W 1921 księżniczka Maria poznała starszego o piętnaście lat Henryka, wicehrabiego Lascelles, podczas wyścigów konnych. Był synem Henryka, 5. hrabiego Harewood i jego żony, Florence. Mężczyzna został zaproszony przez króla do Sandringham i Balmoral, gdzie oświadczył się Marii 20 listopada. Para zawarła związek małżeński 28 lutego 1922 w opactwie westminsterskim w Londynie. Był to pierwszy ślub dziecka brytyjskiego monarchy w tej świątyni od 1290 roku. W ceremonii uczestniczyło ponad 2000 gości, a przewodniczyli jej arcybiskup Canterbury, Randall Davidson, arcybiskup Yorku, Cosmo Gordon Lang, biskup Londynu, Arthur Winnington-Ingram i dean Westminsteru, Herbert Ryle. Maria była pierwszym dzieckiem króla Jerzego V, które wstąpiło w związek małżeński. Para zamieszkała w Chesterfield House w Londynie.
27 czerwca 1922 poinformowano o pierwszej ciąży wicehrabiny. 7 lutego 1923 urodził się syn pary i pierwszy wnuk króla Jerzego V i królowej Marii, który otrzymał imiona Jerzy Henryk Hubert (zm. 2011). 21 sierpnia 1924 w Goldsborough Hall księżniczka urodziła swojego drugiego syna, Geralda Davida Lascelles (zm. 1998).
W listopadzie 1933 w swojej rezydencji w Londynie przeszła zabieg usunięcia wyrostka robaczkowego. 24 maja 1947 została wdową – hrabia Henryk zmarł w swojej posiadłości Harewood House z powodu zawału mięśnia sercowego.

### Dzieci chrzestne
- Mary Joan Fenella Hope Morley (ur. 1915)
- Edward Crutchley (ur. 1922)
- księżniczka Elizabeth Alexandra Mary z Yorku, później królowa Elżbieta II (ur. 1926)
- książę Edward George Nicholas Patrick Paul z Kentu (ur. 1935)
- Mary Sarah-Jane Hope (ur. 1940)
- Malcom Nigel Forbes (ur. 1943)
- Jane Annabelle Howard (ur. 1947)
- Alexander George Colville (ur. 1955)
- Ian Richard Peregrine Liddell-Grainger (ur. 1959)

## Członkini rodziny królewskiej
22 czerwca 1911 po raz pierwszy wystąpiła publicznie podczas koronacji jej rodziców w opactwie westminsterskim. Podczas I wojny światowej razem z matką odwiedzała szpitale i zaangażowała się w działalność charytatywną. W październiku 1914 zorganizowała Princess Mary Christmas fund, aby zapewnić prezenty świąteczne wszystkim żołnierzom brytyjskim. Inicjatywa kontynuowana jest również współcześnie. W czerwcu 1918 rozpoczęła pracę jako pielęgniarka w Great Ormond Street Hospital na Oddziale Aleksandry.
W 1920 została honorowym prezydentem British Girl Guide Association. Kobiety, naśladujące postępowanie księżniczki, nazywały się „Mariami Cesarstwa” i również aktywnie pomagały w działalności charytatywnej. Podarowały one w prezencie ślubnym księżniczce pieniądze w wysokości dziesięciu tysięcy dolarów, które panna młoda przekazała organizacji Girl Guides. W 1921 została pierwszą patronką Not Forgotten Association, od 2000 funkcję tę pełni Anna, księżniczka królewska.
Zimą 1921 w Pałacu Świętego Jakuba rozpoczęła tradycję organizowania Christmas Tea Party, dla żołnierzy zranionych w czasie walk wojennych – tradycję tę kontynuuje obecnie księżniczka Anna. W 1931 została patronką Yorkshire Ladies Council of Education.
1 stycznia 1932 król Jerzy V przyznał Marii tytuł księżniczki królewskiej, zarezerwowany dla najstarszej córki brytyjskiego monarchy, pod warunkiem, że nie żyje inna kobieta nosząca ten tytuł.
W 1936 objęła patronatem Leeds Infirmary.